# Ascus
Der Ascus (Plural: Asci, übersetzt: Schlauch) ist das charakteristische und (für den wissenschaftlichen Namen Ascomycota) namensgebende Fortpflanzungsorgan der Schlauchpilze.

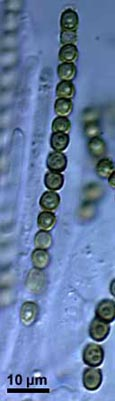
Ascus von Hypocrea virens mit acht doppelzelligen Ascosporen

Es handelt sich um ein sackartiges und langgezogenes Behältnis, in dem die Reduktionsteilung der Pilze stattfindet und in dem die haploiden Ascosporen entstehen, die wiederum die Verbreitungsform bei manchen Pilzarten darstellen. Sporulation ist oft notwendig, um schnell Nachkommen zu generieren, um zum Beispiel Hungerperioden zu überwinden.

## Ascus-Klassifikation

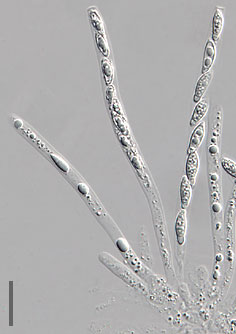
Unitunikat-inoperculate Asci des Goldschimmels (Hypomyces chrysospermus)

Bei der Klassifikation der Schlauchpilze spielt auch die Form des Ascus eine Rolle. Es lassen sich hier grundsätzlich vier Typen unterscheiden:
- Ein unitunikat-operculater Ascus hat einen eingebauten „Deckel“, das Operculum im Apikalapparat, der über eine eingebaute Schwachstelle verfügt, an der er nach der Ausreifung der Sporen aufbricht und jene auf diese Weise freisetzt. Unitunikat-operculate Asci kommen nur in den Apothecien genannten Ascokarpen vor, also beispielsweise bei den Morcheln.

- Ein unitunikat-inoperculater Ascus besitzt dagegen kein Operculum. An dessen Stelle tritt ein elastischer Ring, der wie ein Druckventil funktioniert. Bei Reife dehnt er sich kurzzeitig aus und lässt so die Sporen hinausschießen. Dieser Typ findet sich sowohl in Apothecien als auch in Perithecien. Eine Beispielart ist der abgebildete Goldschimmel (Hypomyces chrysospermus).

- Ein bitunikater Ascus ist dadurch charakterisiert, dass er von einer Doppelwand umgeben ist. Diese setzt sich aus einer dünnen spröden Außenhülle und einer dicken elastischen Innenwand zusammen. Sobald die Sporen reif sind, spleißt die Hülle offen, so dass die Innenwand Wasser aufnehmen kann. Infolgedessen beginnt diese sich mitsamt den in ihr enthaltenen Sporen auszudehnen und zwar so lange, bis sie sich über den Rest des Ascokarps erhebt, so dass die Sporen unbehindert vom Fruchtkörper des Pilzes in den freien Luftstrom gelangen können. Bitunicate Asci treten ausschließlich in Pseudothekien auf und finden sich beispielsweise bei Apfelschorf (Venturia inaequalis) und Rosskastanien-Blattbräune (Guignardia aesculi).

- Gar keinen aktiven Freisetzungsmechanismus haben die meist kugelförmig gebauten prototunikaten Asci. Bei ihnen löst sich die reife Ascuswand entweder einfach auf, so dass die Sporen herausquellen können, oder sie wird durch äußere Einflüsse wie beispielsweise Tiere aufgebrochen. Prototunikate Asci finden sich sowohl in Perithekien als auch in Kleistothekien, beispielsweise bei den Bläuepilzen (Ophiostoma). Da es sich eher um eine Sammelbezeichnung für nicht zu den anderen drei Typen gehörige Asci handelt, gilt es als wahrscheinlich, dass sie sich mehrfach unabhängig aus unitunikaten Asci entwickelt haben.

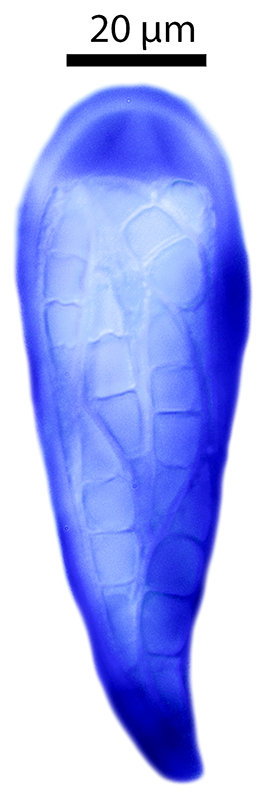
Ascus von Bilimbia sabuletorum (Flechte)